# Faisà koklas
El faisà koklas (Pucrasia macrolopha) és una espècie d'ocell de la família dels fasiànids (Phasianidae) que habita zones abruptes amb boscos de coníferes, mixtes o de bambú a muntanyes des de l'est de l'Afganistan, pel nord del Pakistan i de l'Índia, fins a l'est del Tibet i el centre de la Xina. És l'única espècie del gènere Pucrasia Gray,GR 1841.

## Taxonomia
Sovint considerada una espècie basal de la tribu Tetraonini, arran alguns estudis genètics, si bé altres estudis semblen ubicar-la en altres llocs, dins la família.